# عضلة ألوية وسطى
عضلة ألوية وسطى (بالإنجليزية: Gluteus medius muscle)‏ هي واحدة من العضلات الألوية الثلاث، وتتميز بسماكتها وهي واسعة، وتقع على السطح الخارجي للحوض.

## معرض صور

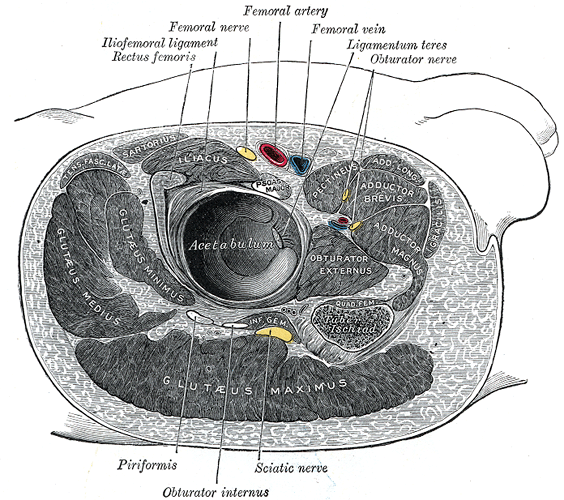
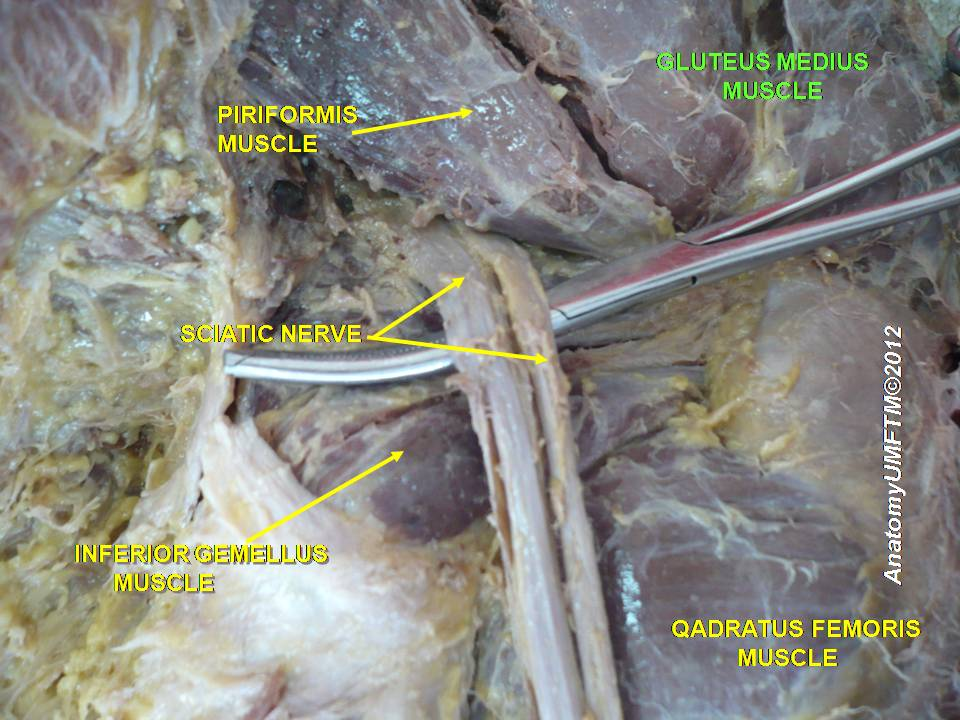